# 棒叶落地生根
棒叶落地生根又名棒叶不死鸟、棒葉落地生根，为景天科伽藍菜屬的一个种，原產非洲馬達加斯加。洋吊鐘生命力強韌，耐旱，繁殖能力強，葉緣可以長出不定芽，脫落後遇到合適的環境便會發育成新一棵植株。植株帶有毒性。